# 皇甫寺塔
皇甫寺塔，位于中国河北省保定市涞水县皇甫寺村，为保定市涞水县的一个全国重点文物保护单位，类型为古建筑，公布时间为2013年5月。
皇甫寺塔的历史年代为金。